# Florens Volley Castellana Grotte
Florens Volley Castellana Grotte – żeński klub piłki siatkowej z Włoch. Został założony w 1964 roku z siedzibą w mieście Castellana Grotte.

## Skład zespołu

### Sezon 2010/2011
- 2  Anicia Wood
- 3  Marta Galeotti
- 4  Milagros Alicia Moy Alvarado
- 5  Valeria Caracuta
- 7  Stefania Okaka
- 8  Monica Ravetta
- 9  Francesca Moretti
- 11  Sara Menghi
- 13  Imma Sirressi
- 16  Simona Minervini
- 17  Marcela Ritschelova